# Monidło

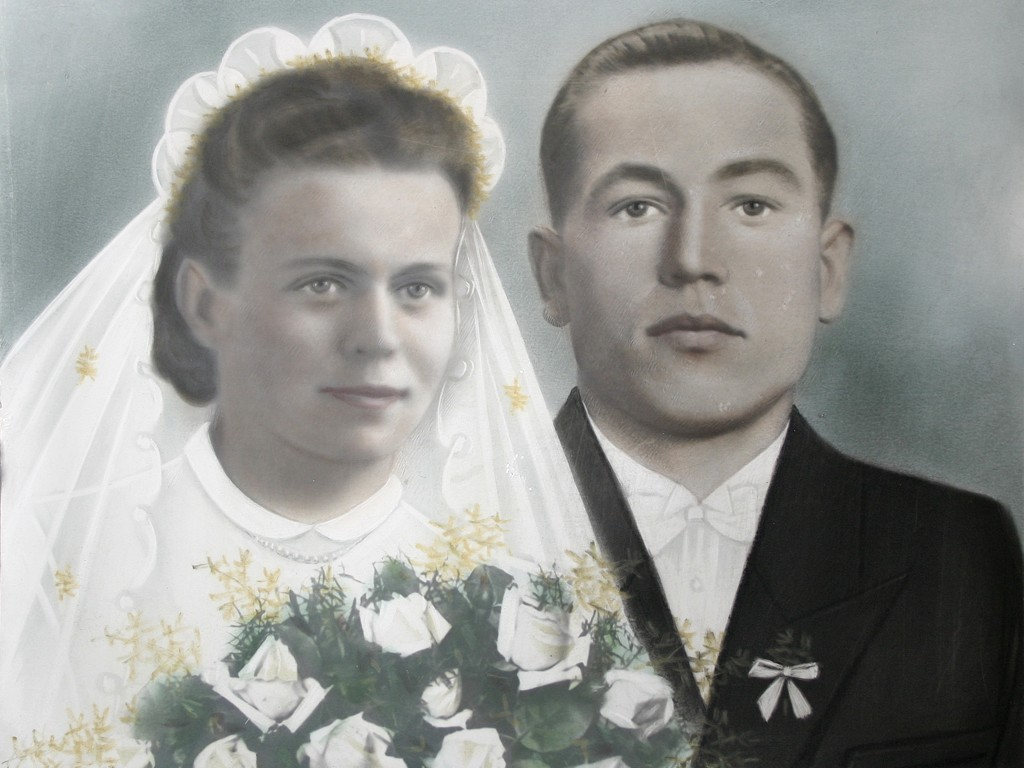

Un monidło est un portrait de mariage réalisé d'après une photographie colorisée manuellement d'une mariée et d'un marié. 
Les photos représentent habituellement une photographie en noir et blanc avec les lèvres peintes en rouge, les yeux peints en bleu et d'autres endroits retouchés. Un costume cossu est parfois également ajouté à l'image. Apparu au XIXe siècle en  Pologne, c'était une alternative moins chère aux portraits traditionnels populaires parmi les couches supérieures de la société. En raison de son prix relativement modéré, les peintures de style monidło sont devenues très populaires parmi les gens ordinaires, notamment les paysans. La période qui suit la Seconde Guerre mondiale a connu une diminution de cette forme d'art et pour certains le terme monidło est synonyme de kitch.

## Source de la traduction
- (en) Cet article est partiellement ou en totalité issu de l’article de Wikipédia en anglais intitulé « Monidło » (voir la liste des auteurs).